# Burgenländisches Wappen

Landeswappen des Burgenlandes

Das Wappen des Burgenlandes ist das gesetzlich festgelegte Wappen des Bundeslandes Burgenland in Österreich.

## Wappenbeschreibung
Das Landesgesetz vom 15. November 1990 über die burgenländischen Landessymbole (Landesgesetzblatt für das Burgenland 16/1991, ausgegeben und versendet am 4. März 1991) regelt die Wappenbeschreibung (Blasonierung)
in § 2„in goldenem Schild ein roter, golden gekrönter und bewehrter, rot bezungter, widersehender Adler mit ausgebreiteten Schwingen, der auf einem schwarzen Felsen steht, in den Oberecken von zwei schwarzen, breitendigen Kreuzchen begleitet wird und dessen Brust mit einem dreimal von rot und kürsch gespaltenen und golden eingefassten Schildchen belegt ist. Es kann in Farbe oder in Schwarz-Weiß geführt werden.“
Weiters § 3Landessiegel des Burgenlandes: Das Landessiegel des Burgenlandes ist rund und weist das Landeswappen mit der Umschrift „Land Burgenland“ auf.

## Symbolik
Der Adler erinnert an die mittelalterlichen Grafen von Mattersdorf-Forchtenstein, der Brustschild an den Grafen von Güssing-Bernstein. Zusammen symbolisiert das Wappen die Vereinigung des nördlichen und des südlichen Landesteils.

## Geschichte
Als das Burgenland nach 1921 von Ungarn zu Österreich kam, musste ein Landeswappen entworfen werden. Nach der Konstituierung des Burgenlandes wandte sich die burgenländische Landesregierung im Frühjahr 1922 an das Institut für Genealogie, Familienrecht und Wappenkunde in Wien, das in der Zeit der Monarchie als wissenschaftliche Begutachtungsstelle für Nobilitierungen und Wappenverleihungen gedient hatte. Der Leiter des Instituts, Alfred Anthony von Siegenfeld, erarbeitete daraufhin einen Wappenentwurf, den er der burgenländischen Landesregierung vorschlug. Das Wappen basiert auf den Familienwappen zweier mittelalterlicher Adelsgeschlechter, aus deren Geschichte man leicht eine Verbindung mit der österreichischen Landesgeschichte bzw. eine anti-ungarische Grundhaltung ableiten konnte. Die Grafen von Mattersdorf-Forchtenstein, die neben ihren ausgedehnten Besitzungen in Ungarn auch mehrere Herrschaften in Niederösterreich, der Steiermark und Kärnten besaßen, und die Güssinger, die im 13. Jahrhundert durch systematischen Herrschaftserwerb und Ausnützung geistlicher Würden und Hofämter einen riesigen Machtkomplex im Westen Ungarns aufgebaut hatten, der gleichermaßen zur Bedrohung für die ungarischen Könige wie für die steirischen und österreichischen Herzöge wurde. Die Farben Rot-Gold wurden unmittelbar nach dem Ersten Weltkrieg von den Betreibern des Anschlusses Deutsch-Westungarns an Österreich als gemeinsames Zeichen genutzt. Diese Farben und das Wappen wurden vom burgenländischen Landtag 1922 als Landessymbole festgelegt.
Der Mattersdorf-Forchtensteiner Adler findet sich auch im Wappen von Bajót wieder.